# Macronema fraternum
Macronema fraternum är en nattsländeart som beskrevs av Banks 1910. Macronema fraternum ingår i släktet Macronema och familjen ryssjenattsländor. Inga underarter finns listade i Catalogue of Life.

## Bildgalleri

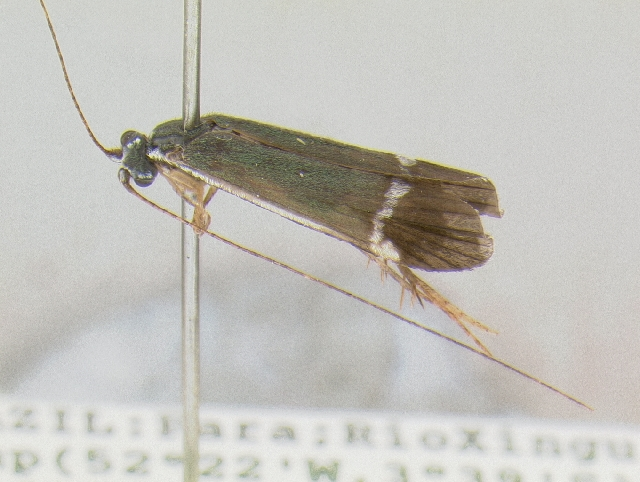